# パークゴルフ

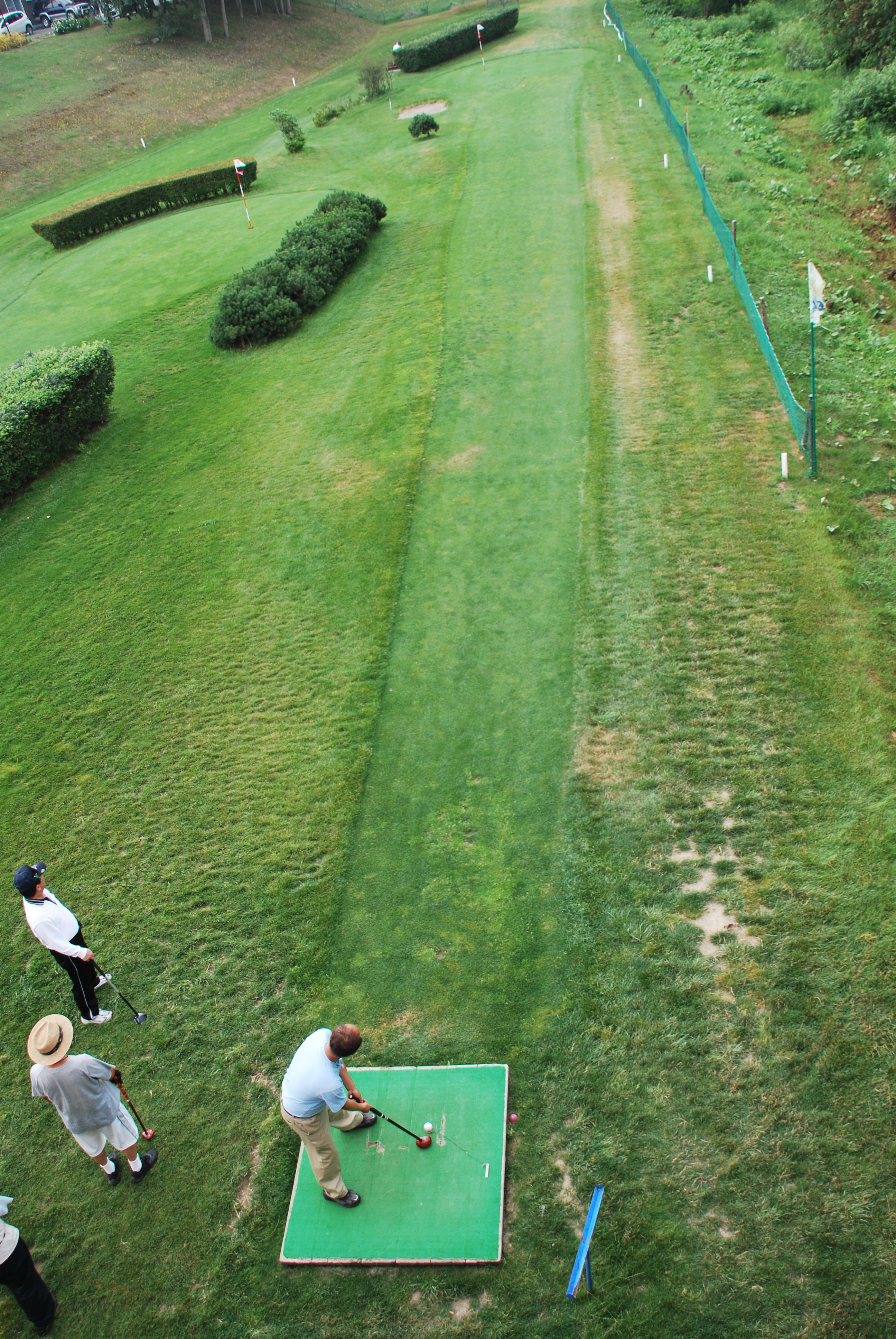
パークゴルフ

パークゴルフ（英語: park golf）とは、専用のクラブとボールを用いて行う。ゴルフ風のスポーツである。
1983年、「公園で幅広い年代の人ができるスポーツ」として、北海道十勝管内幕別町で考案される。現在日本国内に1,283コース、国外10カ国に64コースがあり、愛好者数は124万人いるとされる（2011年現在、日本パークゴルフ協会算出）。発祥の地である北海道がもっともコースが多く、北海道を14振興局に分けたとしても他の県より多い。道外では、北陸地方では富山県、関東地方で千葉県に特にパークゴルフ場が多い。東北、九州もそれなりにコースがあるが、その他の地方ではまだコースは少ない。
近年ではインターネット活用での交流も行われるようになり、2011年6月にはパークゴルフ専門SNSの『みんなのパークゴルフ』が設けられた。
冬期では、北海道では、芝生を育てたビニールハウスの中や雪上にパークゴルフ場が作られ、プレーを楽しんでいる事例が出ている。また2012年冬には、空知管内歌志内市に全面人工芝の室内のパークゴルフ場も開業した。
ルールは、ほぼゴルフと同じ。使われる道具は、専用のクラブ一本とボールとティー。ボールはゴルフボールよりも大きく、ゴムやシリコン製のティーは地面には刺さずに置いてセッティングできる形をしている。

## コース
コースは、ゴルフよりも短く、発祥の地である幕別の「つつじコース」に則り、パー数は18ホール66打である。国際パークゴルフ協会の範囲内では1ホールの距離は100mまで（9ホールで500m以内）としており、パー3〜5に設定されている。ただし、檜山管内のせたな町北檜山区の北檜山グリーンパークには、190mパー6のホールがあるなど例外もある。ホール（カップ）の大きさは直径20cm〜21.6 cm。中央にピン（旗）が固定されている。
コース料金は全体的に500円程度がほとんど、高くても1500円くらい。無料のコースもある（道東方面は比較的安い料金が多い）。そのためゴルフと比べ安いうえ、予約などもいらないため手軽にプレイできるのが特徴である。貸し用具は、有料でレンタルできるコースが多い。しかし、コースによっては貸し用具そのものがないこともある。
コースは、9ホールごとに区分するのが国際規格である。その呼び方も個性的で、『つつじ／サーモン』『楓／白樺』『花／夢／里／恵庭岳』『リバー／ウッド』など。ほとんどが9ホールでスタート地点（受け付けのハウスなど）に戻ってくる設計になっているので、空いているコースを選んで廻ることもできる。
プレイに要する時間は18ホールでおよそ一時間半、36ホールで3時間ほど。北海道の有料36ホールコースの場合『18ホール／36ホール／半日／一日廻り放題』という料金設定が多く、開場時間（朝8時から9時が主）からラウンドを始め、昼食をはさんで一日楽しむスタイルが多い。この場合36ホール×3で108ホール程度廻ることも可能。

## 主なパークゴルフ場
★がついているコース名は、JALカップ全日本選手権（パークゴルフにおける最高峰のメジャータイトル）が過去に開催されたコース。

### 北海道

#### 石狩
- 豊平川緑地パークゴルフ場南7条コース（札幌市中央区、18H）- 札幌の中心部、豊平川の河川敷にあるコース。各ホールはネットや植栽で区切られている。
- ばんけいスキー場パークゴルフコース（札幌市中央区、36H）- スキー場の斜面を利用しているため、終始傾斜を相手にしなければならないコース。
- ★札幌パークゴルフ倶楽部福移の杜コース（札幌市北区、72H）- 2013年5月オープン。随所にマウンドを設けてある。メジャーな大会（第19回JALカップ全日本PG選手権他）も多く開催している。2015年にも第21回JALカップも開催された。
- 札幌パークゴルフ石山（札幌市南区、36H）- 2007年に開業した、自然の地形を活かした山あり谷ありのパークゴルフ場。白樺に囲まれたアップダウンのある全36H。
- エルクの森パークゴルフクラブ（札幌市南区、36H）- 札幌市内では古豪のコース。とど松・白樺コースはアップダウンが激しいロングコース。
- シーサイドみなくるパークゴルフ場（石狩市厚田区、36H）- 日本海に面したリンクスコースで、全英オープンゴルフを思わせるようなコース。潮風に吹かれてフェアウェイも硬めになっており、ボールが転がりやすい。
- PGJ茨戸コース（石狩市、72H）- 起伏の多いコース。アルディアコースには池を抱えたドッグレッグのホールもある。
- ★えべつ角山パークランド（江別市、72H）- このコースもマウンドが多く、深めのラフが特徴。ドッグレッグも多く並の腕前では難しい。
- ローンスケープ輪厚（北広島市、36H）- 2006年に開業し、ベント芝の巨大グリーンを特徴としている。深いグラスバンカーのあるホールも存在する。
- ★恵庭花夢里パーク（恵庭市、72H）- 2001年開業。年を追うごとにコース全長が長くなり、グリーンも転がりやすくなっており難易度は高い。
- ★メイプルパークゴルフ場（恵庭市、36H）- カエデコースは起伏が多くコースが狭い。サクラコースはロングコースでグリーンが広く、コースに二種類の顔を持たせている。
- 恵庭中央パークゴルフ場（恵庭市、36H）- 林間や、大きな起伏のあるコース。
- るるまっぷパークゴルフコース（恵庭市、54H）- 難コースの多い恵庭のコースにしては珍しく、緩やかな起伏が中心の易しめのコースとなっている。
- リバーサイドパークゴルフ（千歳市、72H）- 緩やかな傾斜と狭めのフェアウェイ、ロングコースが多くコントロールの問われるコース。
- コトロパークゴルフクラブ（千歳市、36H）- 湖のほとりのチャンピオンコース36Hと、広大な林間コース72Hが存在する道央最大級のパークゴルフ場。現在は林間コースは閉鎖されている。

#### 空知
- いわみざわ公園パークゴルフ場ローズパーク（岩見沢市、54H）- A～Dコースはアップダウンの多いコース、E・Fコースはバラ園が見渡せるドッグレッグの多いコース。
- 栗山ダムパークゴルフコース（栗山町、36H）- 栗山ダムふもとのコース。おおむね平らだが、アップダウンのあるホールもある。
- 北長沼水郷公園パークゴルフ場（長沼町、36H）- のどかな田園地帯のコース。馬の背フェアウェイのホールもある。
- 長沼町総合公園・長沼町運動広場パークゴルフ場（長沼町、36H）- 狭く起伏に富んだフェアウェイが多いコース。
- 三川パークゴルフクラブ（由仁町、36H）- 緩やかな傾斜が中心の、芝の管理の行き届いたコース。グリーンは速く転がる。
- 薫りの里パークゴルフ場ゆにっPA!（由仁町、36H）- 距離のあるホールが多く、一部にはアップダウンのあるホールもある。
- ユニトピア川端パークゴルフ（由仁町、36H 閉鎖済）- 川端駅裏手のコース。クラブハウスは列車の車両1両を使用していた。西コースと東コースは起伏が激しく難易度が高かった。
- PGJ南幌コース（南幌町、36H）- 丘陵地帯に展開されるコース。温泉施設が隣接している。
- 美唄市パークゴルフ場（美唄市、36H）- 温泉施設に隣接したアップダウンの大きなコース。
- ふるさと公園サンウッドパークゴルフ場（新十津川町、27H）- 緩やかな起伏のあるコースが中心である。また冬季には18Hの室内パークゴルフコースを設置する。
- 北海道コカ・コーラ パークフィールド72（滝川市、72H） - 2017年開業、空知管内では最大の規模で河川敷の自然を生かしたコースを初心者向けから上級者向けまで幅広く展開する[1]。
- ★雨竜町パークゴルフ場（雨竜町、36H）- 起伏の強いコースやドッグレッグのあるコースが多数設けられている。
- ★北竜町ひまわりパークゴルフ場（北竜町、36H）- 巨大なひまわり畑に隣接したコース。ロングコースが多くラフが厳しい。ドラゴンコースの7番はU字フェアウェイになっている。

#### 後志
- ルスツリゾートパークゴルフ（留寿都村、18H）-リゾートに併設された3世代で楽しめるコース。宿泊、温泉、食事も楽しめる。
- 小樽グリーンパーク（小樽市、45H）- アップダウンとロングコースが特徴的、さらに起伏を設けており難易度はかなり高い。運河・水すだれコースは小川が流れている。
- 旭ヶ丘公園パークゴルフ場（倶知安町、36H）- 羊蹄山が見渡せるコース、アップダウンの大きなコースもある。
- あゆ場公園パークゴルフコース（余市町、36H）- 緩やかな傾斜のある36ホールのコース。
- ニセコパークゴルフクラブ（ニセコ町、18H）- 97mの打ち下ろしから始まるコース。小川越えのホールも2箇所設けられている。
- いわないパークゴルフ場（岩内町、18H）- 日本海が見渡せる高台コースで、コース全体に傾斜を設けてある。芝も良好。
- とまりカブトラインパーク（泊村、18H）- いわないパークゴルフ場と同様に、高台にあり日本海を望めるコース。距離は短めながら、打ち上げや打ち下ろしもある。

#### 胆振・日高
- 室蘭花の丘パークゴルフクラブ（室蘭市、36H）- 白鳥大橋が見渡せる、アップダウンの激しい山岳コース。
- ★糸井の森パークゴルフ（苫小牧市、36H）- 起伏が全体的にきつい。距離の短いC・Dコースもアップダウンが多かったり、コースが狭い。
- 苫小牧宮の森パークゴルフクラブ（苫小牧市、18H）- 道央・道南のパークゴルフ発祥の地であるクラシックなコース。
- サンチャイルドパークゴルフ場（登別市、36H）- 登別市の郊外にある、アップダウンと左右傾斜の強い山岳コース。
- ★白老パークゴルフクラブ（白老町、36H）- 砲台グリーン、狭いフェアウェイ、池越えの橋渡りのホールなど、多種多様な難ホールがある。
- 安平山パークゴルフコース（安平町、72H）- 芝の管理には定評がある、スキー場のふもとのコース。
- 新冠町西泊津ヒルズパークパークゴルフ場（新冠町、36H）- 「レ・コードの湯」に隣接するアップダウンの大きなコース。林間もあり、ティーの地点からはグリーンの見えないホールも多い。
- アポイ山麓パークゴルフ場（様似町、27H）- ドッグレッグ、ロングコース、起伏、傾斜、すべての面において高い難易度を誇る高台コース。

#### 檜山・渡島
- 伏白稲荷パークゴルフ場新コース（函館市、36H）- もともとはゴルフのショートコースであった。広いグリーンや大きなアップダウンが特徴。旧コース名は陣川温泉パークゴルフ場新コース。
- 恵山町シーサイドパークゴルフ場（函館市 旧恵山町、18H）- 道の駅なとわ・えさんから山側に進むとあるコース。18ホールでありながら広いコースで、各ホールの起伏もダイナミックである。
- あったかさわらパークゴルフ場（森町、27H）- 学校裏地の起伏に富んだコース。
- 噴火湾パノラマパークパークゴルフ場（八雲町、45H）- 内浦湾を眺められる丘陵コース。アップダウンも多い。
- 佐女川農村公園フォレストパークりろない（木古内町、27H）- 森に囲まれた美しい芝が特徴的なコース。
- 北檜山グリーンパーク（せたな町北檜山区、36H）- 広大なフェアウェイとアップダウン、ロングコースが多いホールが連続するため、スタミナも求められる。36ホールだがパーは132ではなく144。狩場コースの6番は190mのパー6である（レディースティーは120m）。

#### 上川・留萌・宗谷
- ★旭川市嵐山パークゴルフ場（旭川市、72H）- 道北では最大級とされるコース。72ホールあるうち、初級者用と競技者向けの36ホールずつのコースが用意されている。
- ★旭川神楽山パークゴルフコース（旭川市、72H）- 起伏と傾斜のきついコースが多く、西と東コースはバンカーや盛り上がったグリーンも多く難しい。
- キトウシパークゴルフ場（東川町、45H）- アップダウンが多いスキー場斜面のコース。スキー場のコースにしては珍しくバンカーもある。
- ひがしかぐら森林公園パークゴルフ場（東神楽町、45H）- アップダウン、ロングコース、林間を設けたタフなコース。
- 新富良野プリンスホテルパークゴルフ場（富良野市、36H）- 高速グリーンが特徴的な、新富良野プリンスホテル隣のコース。
- 神居岩公園パークゴルフ場（留萌市、36H）- スキー場にあるコース。アップダウンや急な傾斜やドッグレッグがある。
- 鬼鹿国際パークゴルフ場（小平町、18H）- 日本海を眺められる高台コース。割と起伏も多い。
- 羽幌スポーツ公園パークゴルフ場（羽幌町、36H）- 整備された望潮コースと樹木の多い池・桜コースがある。
- ノシャップ岬公園パークゴルフ場（稚内市、18H）- ノシャップ岬の近辺の公園のリンクスコース。稚内という土地柄もあってかなり風が強い。
- まなビックパークゴルフ場（幌延町、36H）- ロングコース中心であり、起伏や植栽、バンカーもあるなど本格的。合計パーは132ではなく144である。
- 三笠山パークゴルフ場（枝幸町、36H）- 斜面とアップダウンの多いロングコース。
- 桧垣公園パークゴルフ場（枝幸町 旧歌登町、36H）- 細く変化に富んだフェアウェイの多いコース。

#### 十勝・釧路・根室
- ポロシリ高原パークゴルフ場（帯広市、36H）- 帯広市の郊外にある距離のあるコースで、遠くに山々を眺められるコース。
- ポロシリ自然拓成パークゴルフ場（帯広市、36H）- アップダウンやドッグレッグを絡めたコースであり、C・Dコースは距離も長い手ごわいコース。
- ★パークゴルフつつじコース（幕別町、18H）- 幕別町運動公園にあるパークゴルフ発祥の地。全長は727mである。サーモンコースへは徒歩でも行ける距離にある。
- ★パークゴルフサーモンコース（幕別町、18H）- 猿別川河川敷のコース。つつじコースとは対照的に距離が長いホールが多いが、A-2は堤防を利用した大きな打ち下ろしのホールである。
- ★パークゴルフちろっとの森コース（幕別町、36H）- 総じて距離の長いコース。西コースは一部林間のホールもあり、東コースは幅の広い全面刈りのフェアウェイのコース。
- しかおいGEOP（ジオ）パークゴルフ場（鹿追町、36H）- JALカップ複数回制覇者が設計監修したコース。主に上級者たちがしのぎを削る難コースで、起伏が激しく、グリーンの芝がかなり短く刈られているのが特徴。
- 清見が丘パークゴルフ場（池田町、36H）- 池田町の清見ヶ丘あるコース。近くの清見温泉で道具の貸出が受けられる。
- 歴舟川パークゴルフ場（大樹町、36H）- ロングコースと起伏に富んだコースが多い。36ホールだがパーは132ではなく144。
- 清水公園パークゴルフ場（清水町、36H）- アップダウンが多く、パノラマコースは清水町内の市街地を眺められる。
- 高山の森パークゴルフ場（釧路市、36H）- 4コースとも500mであり、総合距離が長く、傾斜も多いので難易度は高い。
- ぱぁーく108パークゴルフ場（釧路町、36H）- 起伏に富んだ36ホールのコース。
- しらぬかパークゴルフinチャロ（白糠町、36H）- プロゴルファー丸山茂樹の父が設計したコース。深いラフとバンカー、大きな起伏が連続しており非常に難しい。
- 鶴居村パークゴルフ場（鶴居村、36H）- 林間である短めのコースと、斜面に絡んだ距離のあるコースがある。
- 宮園公園パークゴルフ場（厚岸町、36H）- 全体的にバンカーが多い。
- 根室市パークゴルフ場（根室市、36H）- 傾斜の強いコースが多い。オホーツクコースA・BとパシフィックコースC・Dがある。
- ★別海町営パークゴルフ場（別海町、36H）- 距離がかなり長く（4コースとも規定範囲ぎりぎりの500m）、丘陵地帯が多いので打ち上げも打ち下ろしも多い。

#### オホーツク
- 道立オホーツク公園天都の杜パークゴルフ場（網走市、36H）- 晴れた日には知床も見える眺望のよいコースで、林間もアップダウンもある戦略的なコース。
- 川東河川敷パークゴルフ場（北見市、54H）- 河川敷の平坦なコースに見えるが、所々に盛り土起伏、松のOBがある。全体的に距離も長めである。
- おけとパークゴルフ場（置戸町、153H）- 広大な面積に153ホールが展開される道内最大級のパークゴルフ場。
- ★紋別市パークゴルフ場（紋別市、36H）- 距離が長いホールが多く、緩やかな起伏も配置されている。こまくさコースA-4番はOBと窪地が多く難所である。
- 紋別市まきばの広場パークゴルフ場（紋別市、72H）- 紋別空港近辺のコース。緩やかな傾斜が配されており、所々に起伏もある。
- ★ウッドパークゴルフ場（滝上町、36H）- JALカップ2度の開催を誇る、滝上町の渓谷地帯にあるコース。ロングコースが多く、狭いフェアウェイも多い。
- 五鹿山公園パークゴルフ場（湧別町、54H）- 桜コースが18Hと白樺コースが36Hの54H、山のふもとのコース。
- 江南パークゴルフ場（清里町、54H）- 傾斜地帯に造られた54H。低木のOBエリアが随所に仕込まれており、方向性を誤るとこれらに入る恐れがある。

### 北海道外

#### 東北
東北6県はいずれも36H以上のパークゴルフ場があり、中には72Hや81Hを擁した大規模なパークゴルフ場もある。
- 八戸美保野パークゴルフクラブ（青森県八戸市、36H）- 青森県内では古豪のコースで、主にアップダウンを活かしたコースがある。
- さんのへパークゴルフ場（青森県三戸町、36H）- ロングコース中心で、終始アップダウンと起伏に富んだコースが特徴で手ごわい。
- ジュネス栗駒パークゴルフ場（秋田県東成瀬村）
- 大野パークゴルフ場（岩手県洋野町、99H）- 「おおのキャンパス」の中にある本州最大のコースで、コース中央に36H、両翼に傾斜の強い27H、36Hがあり初級者から上級者まで楽しめる。
- 川西ダリヤパークゴルフ場（山形県川西町、36H）- 山形県下では数少ない36ホールのコース。
- 石巻市かなんパークゴルフ場（宮城県石巻市）
- タカカツ万葉パークゴルフ場（宮城県大衡村、54H）- クラブハウスからコースが扇状に広がっている、パノラマ感のあるコース。旧コース名はおおひら万葉パークゴルフ場。
- 気仙沼市パークゴルフ場（宮城県気仙沼市、36H）- 4コース全てが500mであり、池も絡んでいるホールがあり難易度は高い。
- 加護坊パークゴルフ場（宮城県大崎市、54H）- 東北最古のパークゴルフ場。さくら・うぐいす・うめコースが18Hずつある。
- ★相馬光陽パークゴルフ場（福島県相馬市、81H）- 第28回JALカップパークゴルフ選手権開催コース（冬開催・道外開催は史上初）。

#### 関東
長らく東京都内にはパークゴルフ場は存在しなかったが、2014年秋に初めて都内にオープンした。
- 扇河川健康公園パークゴルフ場（東京都足立区）- 2014年10月20日オープンした荒川河川敷のコース。
- おやまパークゴルフコース（栃木県小山市）- 関東地方の名門コースとして数々の大会を開催したが、2014年4月20日に閉鎖した。フェアウェイが狭く起伏の大きいコースであった。
- 下館パークゴルフ場（茨城県筑西市）- A～Hまで8コース72ホールあり、1日廻り放題である。一部のコースは1番ホールがクラブハウスより遠く、前のコースから続けて回るのが原則となっている部分もある。
- 吉岡町パークゴルフ場（群馬県吉岡町）
- 川崎市パークゴルフ場多摩川うなねコース（神奈川県川崎市高津区）
- タケエイエコパークゴルフ大木戸（千葉市緑区）
- しすいの森パークゴルフ場（千葉県酒々井町）
- オスカーパークゴルフ公園船橋コース（千葉県船橋市）
- オスカーパークゴルフ公園八千代コース（千葉県八千代市）
- フレンドパークゴルフ習志野（千葉県習志野市）
- ブリヂストン奥多摩園（東京都青梅市） - ブリヂストン社の保養施設内にあるパークゴルフ場。
- 戸崎公園パークゴルフ場（埼玉県上尾市）-2019年６月にオープンした。
- びん沼自然公園（埼玉県富士見市）-2023年4月にオープンした。

#### 中部
中部地方のパークゴルフ場は大方、富山県にあるが、2016年8月に初めて名古屋市内にオープンした。長野県、岐阜県にはパークゴルフ場は存在しない。
- 庄内川・幸心河川健康公園パークゴルフ場（名古屋市守山区）- 2016年8月27日オープンした庄内川河川敷のコース。
- 吉良パークゴルフ場（愛知県西尾市、36H） - 三河地方初のコース。愛知県下でも最大級である。
- 篠島パークゴルフ場（愛知県南知多町）-  離島の篠島に存在した。閉鎖済み。クラブハウス跡地は観光案内所となっている。
- 伊豆シャボテン公園パークゴルフ場（静岡県伊豆市）
- 富士パークゴルフ場（静岡県富士市）
- 新潟北パークゴルフ場（新潟市北区、36H）- 2023年にオープンした、36Hでは新潟市内初のパークゴルフ場。池のあるホールもある。
- 富山市パークゴルフ場（富山市）
- 元気の森パークゴルフ場（富山県射水市）
- 小杉パークゴルフクラブ（富山県射水市）
- あさひヒスイ海岸パークゴルフ場（富山県朝日町）

#### 近畿
滋賀県、京都府、兵庫県にはパークゴルフ場は存在しない。
- パークゴルフ万博公園（大阪府吹田市）
- 鶴見緑地パークゴルフ場 (大阪府大阪市)
- 東員町中部公園パークゴルフ場（三重県東員町）
- 藤原パークゴルフ場（三重県いなべ市）- ロングコース中心のうめ・ふじコースと、距離は短いが起伏が強くテクニカルなしょうぶ・ぼたんコースの計36ホールがある。
- 志摩パークゴルフ場（三重県志摩市）
- 紀美野町のかみふれあい公園パークゴルフ場（和歌山県紀美野町）

#### 中国・四国
鳥取県、山口県、香川県、愛媛県にはパークゴルフ場は存在しない。
- 那岐山パークゴルフ場（岡山県奈義町）
- 電光石火みよしパーク（広島県三次市）
- 広島可部パークゴルフクラブ（広島市安佐北区）
- 東広島市福富パークゴルフ場（広島県東広島市）
- 小草ふれあい公園パークゴルフ場（高知県中土佐町）
- パークゴルフ土佐（高知県高知市）

#### 九州・沖縄
九州にも規模の大きいパークゴルフ場も見られる。久米島には45H、2つのティーを備えたパークゴルフ場も完成している。
- 月隈パークゴルフ場（福岡市博多区）
- 金の隈パークゴルフコース（福岡市博多区）
- 神水川パークゴルフ場（佐賀市）
- どんぐりの森パークゴルフ場（熊本市南区）
- 長陽パークゴルフ場（熊本県南阿蘇村）
- くにさきパークゴルフ場（大分県国東市）
- 宮崎市青島パークゴルフ場（宮崎市）
- 山田かかしの里パークゴルフ場（宮崎県都城市）
- 小林パークゴルフ倶楽部（宮崎県小林市）
- 霧島ハイツパークゴルフ場（鹿児島県霧島市）
- タツミパークゴルフ与論（鹿児島県与論町）
- くいなパークゴルフ場（沖縄県国頭村） - 沖縄本島初のパークゴルフ場。
- くにがみ鏡地パークゴルフ場（沖縄県国頭村）
- 久米島シーサイドパークゴルフ場（沖縄県久米島町） - 45ホールのコースだが、ティーは2箇所あるので90ホールのコースとしても楽しめる。

### 日本国外
- デストロイヤーパークゴルフ（アメリカ合衆国ニューヨーク州アクロン（英語版）） - 海外初の協会公認コース[2]。晩年パークゴルフに親しんだ元プロレスラー、ザ・デストロイヤーが自宅兼農場の敷地内に造成[3][4]。

## 技術

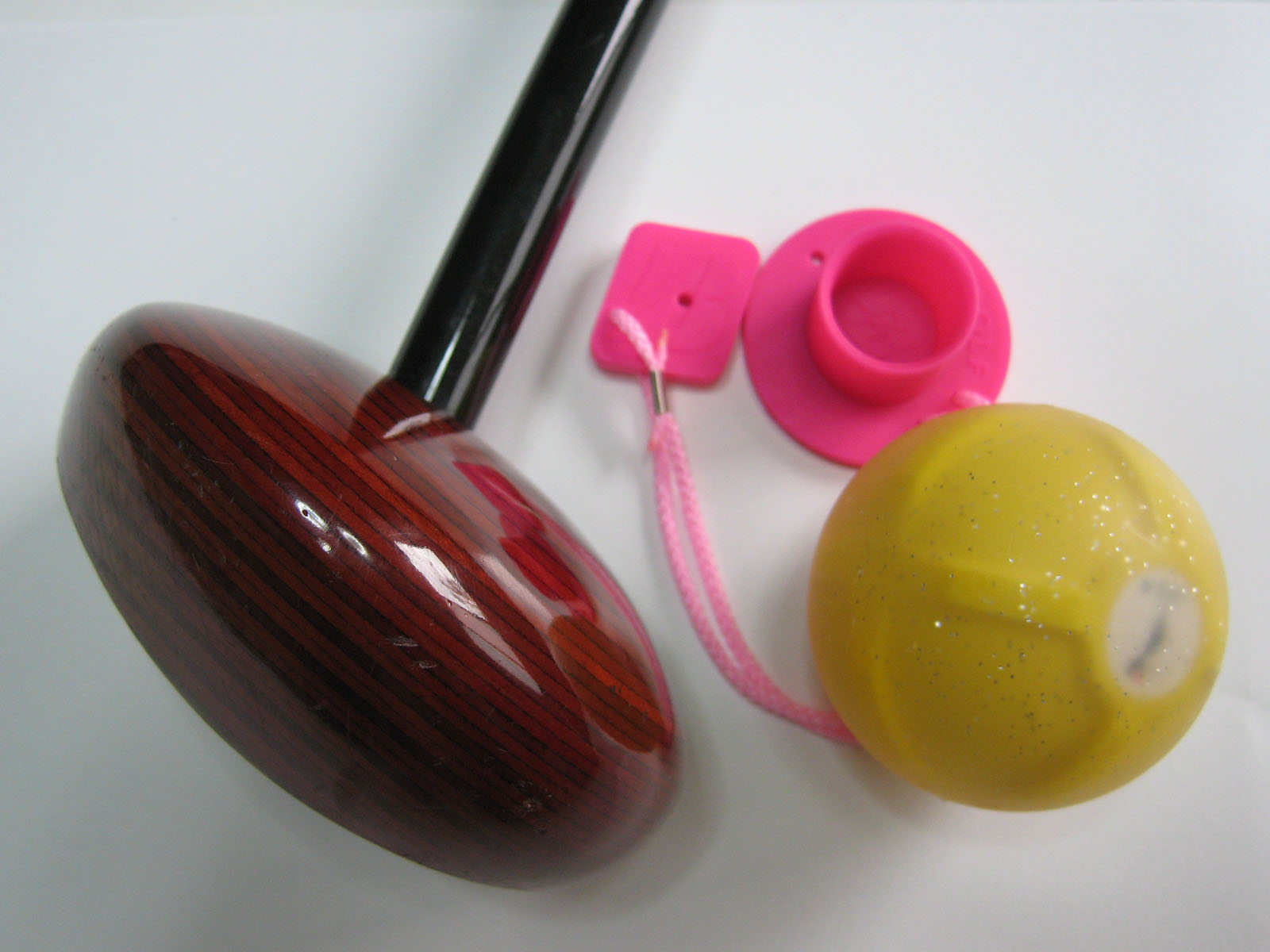
クラブ（重さ600g、長さ86cm以下）&ボール（直径6cm）&ティ

ゴルフクラブのようにフェース面に角度がついていないため、転がしてカップを狙う方法が主であった。しかし近年では色々な技術が開発され（以下の＜打法＞欄参照）、深いラフや植栽の障害物越えなど複雑なコースレイアウトにも対応できるようになってきている。
言わば初心者はパターのみでラウンド、上級者は4〜5本の番手クラブ（ドライバー、7番アイアン、ピッチングウェッジ、パターなど）を自分の技術で使い分けているとも言える。

### おもな打法名と必要とされるケース
ライナー打ち
綺麗な弧を描いて飛ぶティーショット。キャリーで空中を運ぶので芝の影響を受けずに距離を出せ、ボールが落下してからロブショットよりもランが多くなる特徴がある。
かぶせ打ち
ラフに沈み込んでしまったりテイクバックが取れない場所のボールを、クラブヘッドを上から地面に叩きつけてその反動で飛ばす。
カット打ち
ロブショットの一種で、深いラフや1〜2m程度の高さの障害物を飛び越したりする打ち方をしたい場合に使う。
すくい打ち（ミニロブショット）
ロブショットの一種。ラフからロブショットの要領でフワッと上げてグリーンで落とし、ランを少なくし止めることができる。
カット打ち、すくい打ちともにインパクト時にフェースを上向きにして球を上げるため、身体とフェースをオープンにしてクラブをアウトサイドイン（目標に対して斜めに）に振るのがポイント。

## 大会
大会は36ホール（9ホール×4コース）ストロークプレイ で行われることが主。54ホール、72ホールの大会や男女ペアでのベストボール方式 もある。
また競技として行う場合、選手の間では9ホールのパーをすべて3打×9ホールで27と考えることも常識になっており、27×4コースで108なら上位入賞圏内、優勝スコアはそこから−8前後、100前後になることが多い。いかに4打まで打たず、いかに多く2打で上がるホールを稼ぐかがポイントになる。
賞品は米や野菜、海産物、ジュースやビールなど生活用品が主。5位ごとに設定される「飛び賞」や大会の日付にちなんだ「ラッキー賞」も多く、大会に参加しプレイヤー同士の交流を深められるように企画されているのもパークゴルフの精神と言えるようである。